# Табуїзм
Табуї́зм (від фр. tabou) — слово або вислів, що належать до табу, табуйованої лексики. Вживання таких слів обмежується, іноді перебуває під повною забороною. До табуїзмів відносять:
- Деяку священну лексику — імена деяких богів, священних тварин
- Слова, пов'язані зі смертю, світом мертвих[2]
- Слова, що позначають деякі частини тіла, фізіологічні акти

Щоб уникнути вживання заборонених слів, у мові для них існують дозволені замінники, які називаються евфемізмами.